# باول كونولي
باول كونولي هو سياسي كندي، ولد في 22 يونيو 1945 في تشارلوت تاون في كندا. حزبياً، نشط في الحزب الليبرالي في جزيرة الأمير إدوارد ‏.